# آرپاچایی (تکاب)
آرپاچایی (تکاب)، روستایی از توابع بخش تخت سلیمان شهرستان تکاب در استان آذربایجان غربی ایران است. خاندان بزرگ نصیری از اهالی این روستا هستند.

## جمعیت
این روستا در دهستان احمدآباد قرار دارد و براساس سرشماری مرکز آمار ایران در سال ۱۳۸۵، جمعیت آن ۲۵۱ نفر (۴۸ خانوار) بوده‌است.

## زبان
زبان اصلی و قدیمی این روستا کردی کرمانجی است اما ساکنان این روستا به زبان ترکی آذربایجانی نیز مسلط هستند. 